# Kurtaczek wąsaty
Kurtaczek wąsaty ( Erythropitta kochi) – gatunek średniej wielkości ptaka z rodziny kurtaczków (Pittidae). Jest endemitem wyspy Luzon na Filipinach.

## Systematyka
Blisko spokrewniony z kurtaczkiem czerwonobrzuchym (E. erythrogaster). Nie wyróżnia się podgatunków.

## Morfologia
Kurtaczki wąsate mierzą średnio 22–23 cm długości; masa ciała dla 1 zważonej samicy (otłuszczonej) wyniosła 116 g. Kurtaczek wąsaty ma brązową głowę, błękitną pierś i czerwone podbrzusze.

## Ekologia
W pożywieniu odnotowano jak dotąd tylko chrząszcze. Jego naturalne siedliska to subtropikalne lub tropikalne wilgotne lasy górskie (preferuje te z domieszką dębów). Toleruje również obszary poddane wycince lub w inny sposób zniszczone przez człowieka. Odnotowywany bywał na wysokości od 360 do 2200 m n.p.m., ale to na wysokości 900–1400 m n.p.m. stwierdzany był najczęściej.

## Status
Międzynarodowa Unia Ochrony Przyrody (IUCN) od 2023 roku uznaje kurtaczka wąsatego za gatunek najmniejszej troski (LC, Least Concern). Wcześniej, od 2014 był uznawany za gatunek bliski zagrożenia (NT, Near Threatened), a od 1994 – jako gatunek narażony (VU, Vulnerable). Liczebność populacji nie jest oszacowana. Trend liczebności populacji jest oceniany jako spadkowy. Zagrożeniem dla kurtaczków wąsatych jest wycinka lasów i, miejscami, łapanie ptaków we wnyki.